# Przemysław Kantyka (duchowny)
Przemysław Jan Kantyka (ur. 12 czerwca 1968 w Kielcach) – polski ksiądz katolicki, profesor nauk teologicznych, wykładowca Katolickiego Uniwersytetu Lubelskiego Jana Pawła II, specjalista w zakresie ekumenizmu.

## Życiorys
Święcenia kapłańskie przyjął 12 czerwca 1993. Absolwent magisterskich studiów teologicznych na Papieskiej Akademii Teologicznej w Krakowie (1993). Stopień naukowy doktora teologii w zakresie teologii ekumenicznej uzyskał w 2001 na Wydziale Teologii KUL na podstawie rozprawy pt. Autorytet w Kościele według dokumentów dialogu katolicko-anglikańskiego na forum światowym. Habilitował się w 2008 na podstawie dorobku naukowego i rozprawy pt. Ku wspólnemu rozumieniu Kościoła. Eklezjologia dialogu katolicko-metodystycznego. W 2019 otrzymał tytuł naukowy profesora nauk teologicznych.
W 2000 został zatrudniony jako asystent w Instytucie Ekumenicznym Wydziału Teologii KUL, w 2002 został tam adiunktem, a w 2010 profesorem nadzwyczajnym. W latach 2008–2014 był dyrektorem tegoż Instytutu. 9 maja 2019 prezydent RP Andrzej Duda nadał mu tytuł profesora nauk teologicznych.
W 2019 został członkiem Rady Naukowej czasopisma „Studia i Dokumenty Ekumeniczne”.
Jest księdzem diecezji kieleckiej.

## Członkostwo w korporacjach naukowych
- European Society for Ecumenical Research
- International Ecumenical Fellowship
- Lubelskie Towarzystwo Naukowe
- Societas Oecumenica
- Towarzystwo Teologów Dogmatyków
- Towarzystwo Teologów Ekumenistów[2]